# أساس القياس
أساس القياس هو كتاب من تأليف الغزالي الطوسي (ت. 505 هـ)، وهو في أصول الفقه.

## تعريف
اتفق الباحثون على أن الكتاب هو صحيح النسبة إلى الغزالي، فقد أدرجه البدوي في قسم «الكتب المقطوع بصحة نسبتها إلى الغزالي» في كتابه «مؤلفات الغزالي»، واتفق معه المحقق مشهد العلاّف. كما اتفق الباحثون على اسم الكتاب، حيث ذكرها الغزالي نفسه في كتاب «المستصفى» حين قال «وقد أطنبنا في شرح هذه المسئلة في كتاب أساس القياس». ويرجح أن الغزالي كتب هذا الكتاب في آواخر حياته، نحو سنة 500 هـ.

## المخطوطة
لم يجد الباحثون إلا نسخة مخطوطة وحيدة للكتاب، تقع في خزانة بشير أغا، الموجودة في مكتبة السليمانية بإستانبول. ولم يشر المستشرق بروكلمان إلى هذه المخطوطة في «تاريخ الأدب العربي» ولا البدوي، بل ذكرها بويج اليسوعي ورمضان ششن في كتابه «نوادر المخطوطات العربية».

## الطبع
طُبع الكتاب بتحقيق من فهد بن محمد السدحان - الرياض، مكتبة العبيكان، 1413 هـ / 1993 م.